# Annabelle in Flag Dance
Annabelle in Flag Dance foi um filme mudo estadunidense em curta-metragem estrelado por Annabelle Moore, uma produção do Edison Studios, de Thomas Edison, de 1896. Atualmente, considera-se como um filme perdido.

## Sinopse
A dançarina Annabelle Moore, usando um vestido com as cores dos Estados Unidos, agita a bandeira americana.